# Rue Copernic (Nantes)
Pour les articles homonymes, voir Rue Copernic.
La rue Copernic est une rue de Nantes.

## Situation et accès
Située  dans le Centre-ville de Nantes, la rue, qui relie la place Delorme à la place de l'Édit-de-Nantes, est bitumée et ouverte à la circulation automobile. Sur son tracé, elle rencontre successivement la rue Buffon, la place Edmée-Chandon, les rues Cassini, Racine, Kléber, l'impasse Copernic et la rue Sévigné.

## Origine du nom
Elle rend hommage au célèbre astronome polonais Nicolas Copernic (1473-1543).

## Historique
On l’appela un temps « rue Sully » car elle dépendait de ce qui était dénommé le « quartier de la Grille » puis « rue Copernic » par délibération du conseil municipal du 2 novembre 1898.

## Voies secondaires

### Place Edmée-Chandon
Petite placette arborée située à l'angle nord-est du croisement entre les rues Copernic et Cassini, elle fut baptisée le 22 mars 2019, à la demande des commerçants du quartier, du nom de la première astronome professionnelle française Édmée Chandon.

### Impasse Copernic
La synagogue de Nantes, inaugurée en 1870, se trouve au bout de cette artère perpendiculaire à la rue Copernic.

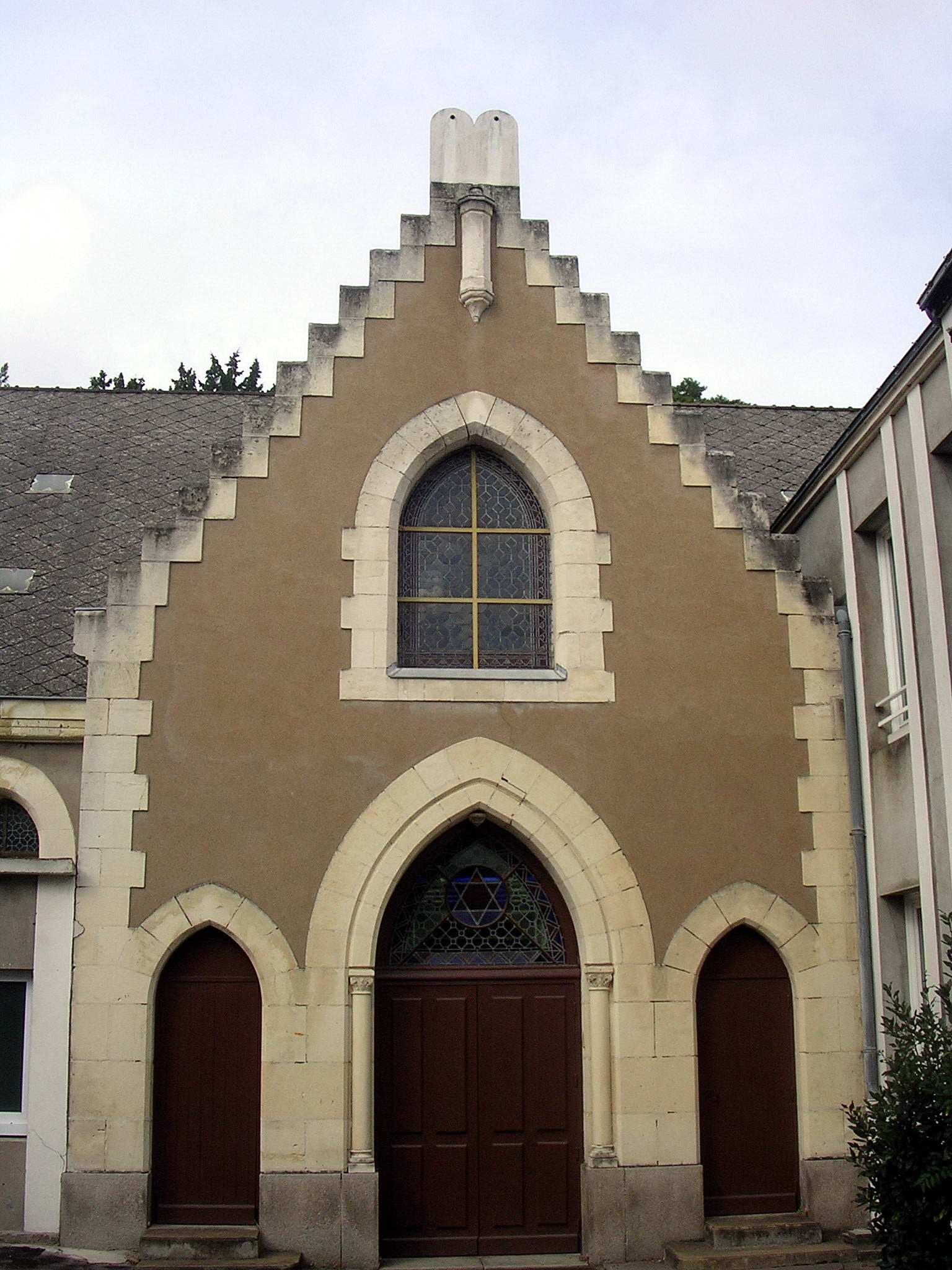
Synagogue de Nantes

### Coordonnées des lieux mentionnés
1. ↑  Place Edmée-Chandon : 47° 12′ 54″ N, 1° 33′ 53″ O
2. ↑  Impasse Copernic : 47° 12′ 54″ N, 1° 33′ 57″ O